# Pentti Sammallahti

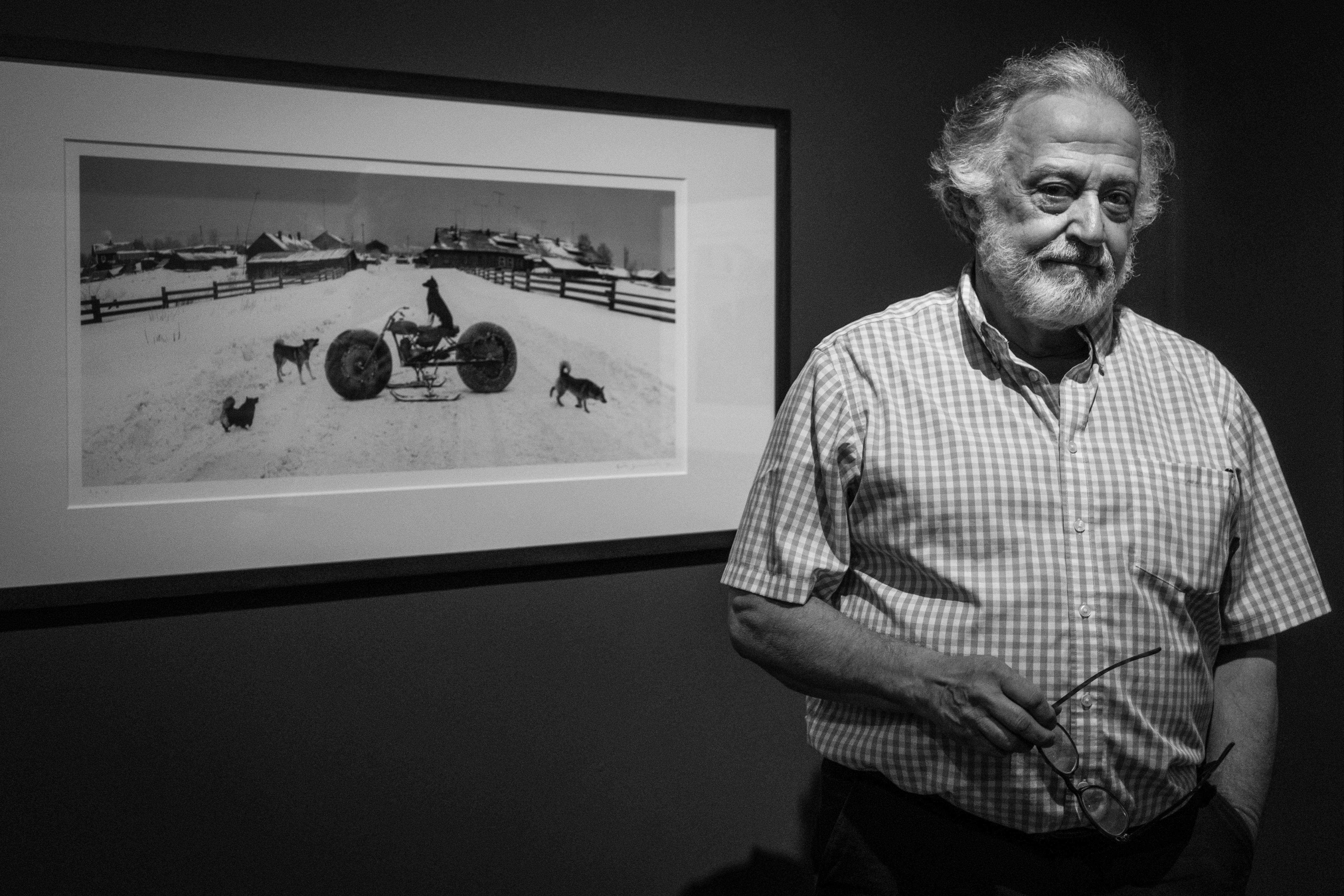
Pentti Sammallahti (2017)

Pentti Sammallahti (* 18. Februar 1950 in Helsinki) ist ein finnischer Fotograf.

## Leben
Sammallahti trat bereits als Schüler 1964 dem Helsinki Camera Club bei. Er begann 1970, an der Universität von Helsinki Kunstgeschichte, Musikwissenschaft und Mathematik zu studieren, ohne das Studium abzuschließen. Drei Jahre lang, von 1970 bis 1973, leitete er zugleich das Schwarzweiß- und Farblabor des Fotografen Matti A. Pitkänen. Nach seiner ersten Einzelausstellung 1971 wurde er eingeladen, der Gruppe Imago 6 in Helsinki beizutreten. Von 1974 bis 1976 unterrichtete er Fotografie an der Kunstschule Lahti. Sammallahti begann 1980, systematisch mit Fotoreproduktionen und Tintendruck zu experimentieren. Von 1984 bis 1991 begann er, an der Hochschule für Kunst und Design (heute Aalto-Universität) Drucktechniken zu lehren. Sammallahti machte zahlreiche Fotoreisen, u. a. nach Osteuropa, Afrika und Asien. 1989 unternahm er eine Fotoreise mit Kristoffer Albrecht nach China und Japan.
Sammallahti fotografiert in Schwarzweiß, häufig mit einer Panoramakamera.

## Ausstellungen
Sammallahti hatte international zahlreiche Einzel- und Gruppenausstellungen. Dazu zählen zum Beispiel:
- 1974 Mullasta taivaalle Finnisches Museum für Fotografie
- 1977 Einzelausstellung Gotland Künstlerhaus Visby
- 1996 Einzelausstellung beim Mois de la Photographie Paris
- 2010 Retrospektive Finnisches Museum für Fotografie
- 2012 Einzelausstellung bei den Rencontres d’Arles[1]

## Auszeichnungen
- 1980 Preis des finnischen Kritikerverbands
- 1991 staatliches Künstlerstipendium für 15 Jahre
- 2013 Deutscher Fotobuchpreis für Hier weit entfernt, Fotografien aus den Jahren 1964–2011

## Werke

### Künstlerportfolios
Sammallahti hat zahlreiche Künstlerportfolios in kleinen Auflagen in Helsinki veröffentlicht. Auswahl:
- 1979 Cathleen Ni Houlihan Opus 1
- 1983 The Nordic Night Opus 2 und Opus 4
- 1983 En kenenkään elävän vihamies Opus 3
- 1984 Andante Opus 5
- 1986 Rannalla Opus 6
- 1987 Honnos, My Fiddler Opus 8
- 1996 The Russian Way Opus 31, mit einem Vorwort von John Berger

### Weitere Publikationen
- 2002 Sammallahti, Nazraeli Press, Tucson USA
- 2005 Pentti Sammallahti, Photo Poche #103 Frankreich
- 2012 here far away – hier weit entfernt, Fotografien 1964–2011, Peliti Associati Italien, Kehrer Verlag Deutschland ISBN 978-3-86828-354-9